# Michał Bońkowski
Michał Bońkowski herbu Brodzic – chorąży raciąski w 1782 rok, łowczy płocki w 1774 roku, wojski płocki w 1764 roku, podwojewodzi płocki i rotmistrz płocki w 1764 roku.
Był posłem województwa płockiego na sejm konwokacyjny 1764 roku. Podpisał wybór Stanisława Augusta Poniatowskiego. Poseł województwa płockiego na sejm 1776 roku.